# Campeonato Sul-Americano de Atletismo Júnior de 1980
O Campeonato Sul-Americano de Atletismo Júnior de 1980 foi a 13ª edição da competição de atletismo organizada pela CONSUDATLE para atletas com menos de vinte anos, classificados como júnior ou sub-20. O evento foi realizado em Santiago, no Chile, entre 23 e 26 de outubro de 1980. Contou com cerca de 191 atletas de oito nacionalidades.

## Medalhistas
Esses foram os resultados do campeonato.

### Masculino
| Evento                      | Ouro                           | Ouro    | Prata                  | Prata   | Bronze                    | Bronze  |
| --------------------------- | ------------------------------ | ------- | ---------------------- | ------- | ------------------------- | ------- |
| 100 metros                  | Ernesto Braun (ARG)            | 10.86   | Hugo Alzamora (ARG)    | 10.86   | Gerson Santos (BRA)       | 11.06   |
| 200 metros                  | Hugo Alzamora (ARG)            | 21.84   | Pedro Tarragó (BRA)    | 21.94   | João da Silva (BRA)       | 21.96   |
| 400 metros                  | Joaquim Cruz (BRA)             | 47.17   | Luís Borges (BRA)      | 48.64   | Moisés del Castillo (PER) | 48.68   |
| 800 metros                  | Joaquim Cruz (BRA)             | 1:50.5  | Luís Borges (BRA)      | 1:52.5  | Miguel Henríquez (CHI)    | 1:55.8  |
| 1 500 metros                | Jacinto Navarrete (COL)        | 3:55.4  | Francisco Paulo (BRA)  | 3:56.4  | Raúl Conde (ARG)          | 3:57.5  |
| 5 000 metros                | Jacinto Navarrete (COL)        | 14:40.3 | Humberto Antonio (COL) | 14:48.0 | Carlos Alves (BRA)        | 15:06.3 |
| 2 000 metros com obstáculos | Carlos Alves (BRA)             | 5:51.7  | Reinaldo Silva (BRA)   | 5:55.2  | Jorge Olmeda (CHI)        | 5:58.5  |
| 110 metros barreiras        | Sidney dos Santos (BRA)        | 15.06   | George Biehl (CHI)     | 15.37   | Javier Olivar (URU)       | 15.38   |
| 400 metros barreiras        | Pablo Squella (CHI)            | 53.59   | Jorge Díaz (ARG)       | 54.46   | Javier Olivar (URU)       | 54.77   |
| 4×100 metros estafetas      | Argentina                      | 41.17   | Brasil                 | 41.26   | Chile                     | 42.10   |
| 4×400 metros estafetas      | Brasil                         | 3:13.1  | Argentina              | 3:17.5  | Chile                     | 3:19.3  |
| Salto em altura             | Milton Riitano Francisco (BRA) | 2.10    | Carlos Izquierdo (COL) | 1.99    | Cristián Bastías (CHI)    | 1.96    |
| Salto com vara              | Jaime Silva (CHI)              | 4.60    | Flavio Ferreira (BRA)  | 4.55    | Francisco Cumplido (CHI)  | 4.40    |
| Salto em comprimento        | Márcio Macarini (BRA)          | 7.08    | Sergio Izquierdo (ARG) | 7.02    | Jorge Mena (COL)          | 6.93    |
| Salto triplo                | Roberto Ewert (CHI)            | 14.76   | Valdir Sabino (BRA)    | 14.40   | Francisco Costa (BRA)     | 14.28   |
| Arremesso de peso           | Mário Villa Real (BRA)         | 15.40   | Norberto Aimé (ARG)    | 15.26   | Carlos Hornos (URU)       | 14.84   |
| Lançamento de disco         | Norberto Aimé (ARG)            | 45.14   | Oziel da Silva (BRA)   | 40.52   | João Caversan (BRA)       | 39.02   |
| Lançamento do martelo       | Jorge Centurión (ARG)          | 57.78   | Ralf Frustockl (BRA)   | 52.66   | Marcos Leme (BRA)         | 51.84   |
| Lançamento do dardo         | Wilson Pachalski (BRA)         | 60.00   | Darío Jacob (ARG)      | 58.38   | Joel dos Santos (BRA)     | 57.80   |
| Decatlo                     | Ronaldo Alcaraz (BRA)          | 6563    | Osvaldo Frigerio (ARG) | 6473    | Francisco Muñoz (CHI)     | 6355    |

### Feminino
| Evento                 | Ouro                         | Ouro    | Prata                        | Prata   | Bronze                       | Bronze  |
| ---------------------- | ---------------------------- | ------- | ---------------------------- | ------- | ---------------------------- | ------- |
| 100 metros             | Adriana Pero (ARG)           | 12.19   | Sueli Machado (BRA)          | 12.22   | Isabel Kurth (CHI)           | 12.44   |
| 200 metros             | Sueli Machado (BRA)          | 24.70   | Adriana Pero (ARG)           | 25.04   | Teresa Abalos (CHI)          | 25.06   |
| 400 metros             | Elba Barbosa (BRA)           | 56.67   | Marcela López Espinosa (ARG) | 56.87   | Silvia Augsburger (ARG)      | 56.95   |
| 800 metros             | Silvia Augsburger (ARG)      | 2:11.5  | Marcela López Espinosa (ARG) | 2:11.8  | Jacilene da Silva (BRA)      | 2:12.6  |
| 1 500 metros           | Carolina Ojeda (CHI)         | 4:44.1  | Liliana Mariel Góngora (ARG) | 4:45.1  | Ana Lía Colazzo (ARG)        | 4:46.9  |
| 3 000 metros           | Liliana Mariel Góngora (ARG) | 10:15.8 | Ana Lía Colazzo (ARG)        | 10:20.6 | Mariza da Silva (BRA)        | 10:24.1 |
| 100 metros barreiras   | Beatriz Capotosto (ARG)      | 14.02   | Yolanda van der Graaff (BRA) | 14.82   | Claudia Oxman (CHI)          | 14.87   |
| 200 metros barreiras   | Beatriz Capotosto (ARG)      | 27.80   | Mariana Pösz (ARG)           | 28.17   | Yolanda van der Graaff (BRA) | 28.85   |
| 4×100 metros estafetas | Chile                        | 47.10   | Argentina                    | 47.37   | Brasil                       | 47.64   |
| 4×400 metros estafetas | Brasil                       | 3:43.4  | Argentina                    | 3:47.6  | Chile                        | 3:54.6  |
| Salto em altura        | Liliana Arigoni (ARG)        | 1.76    | Liliana Lohmann (BRA)        | 1.70    | Claudia McAllister (ARG)     | 1.67    |
| Salto em comprimento   | Andrea Acevedo (CHI)         | 5.52    | Maria de Jesus (BRA)         | 5.49    | Márcia Malachias (BRA)       | 5.49    |
| Arremesso de peso      | María Isabel Urrutia (COL)   | 12.83   | Alejandra Bevacqua (ARG)     | 12.74   | Mara Misson (BRA)            | 12.09   |
| Lançamento de disco    | Alejandra Bevacqua (ARG)     | 40.44   | Josiany Gambi (BRA)          | 39.98   | Ana Ruiz (ECU)               | 38.12   |
| Lançamento do dardo    | Maria dos Santos (BRA)       | 44.88   | Caroline Kittsteiner (CHI)   | 44.62   | Maria Angélica Ono (BRA)     | 42.86   |
| Pentatlo               | Ana Urbano (ARG)             | 3599    | Liliana Lohmann (BRA)        | 3648    | Paola Raab (CHI)             | 3417    |

## Quadro de medalhas (não oficial)
| Ordem | País      | Medalha de ouro | Medalha de prata | Medalha de bronze | Total |
| ----- | --------- | --------------- | ---------------- | ----------------- | ----- |
| 1     | Brasil    | 14              | 16               | 14                | 44    |
| 2     | Argentina | 13              | 16               | 4                 | 33    |
| 3     | Chile     | 6               | 2                | 12                | 20    |
| 4     | Colômbia  | 3               | 2                | 1                 | 6     |
| 5     | Uruguai   | 0               | 0                | 3                 | 3     |
| 6     | Equador   | 0               | 0                | 1                 | 1     |
| 6     | Peru      | 0               | 0                | 1                 | 1     |

## Participantes (não oficial)
Uma contagem não oficial produziu o número de 191 atletas de oito países: 
| - Argentina (49) - Brasil (43) - Chile (54) - Colômbia (9) | - Equador (13) - Paraguai (9) - Peru (11) - Uruguai (3) |